# Flabellina iodinea
Flabellina iodinea är en snäckart som först beskrevs av James Graham Cooper 1863.  Flabellina iodinea ingår i släktet Flabellina och familjen Flabellinidae. Inga underarter finns listade i Catalogue of Life.

## Bildgalleri

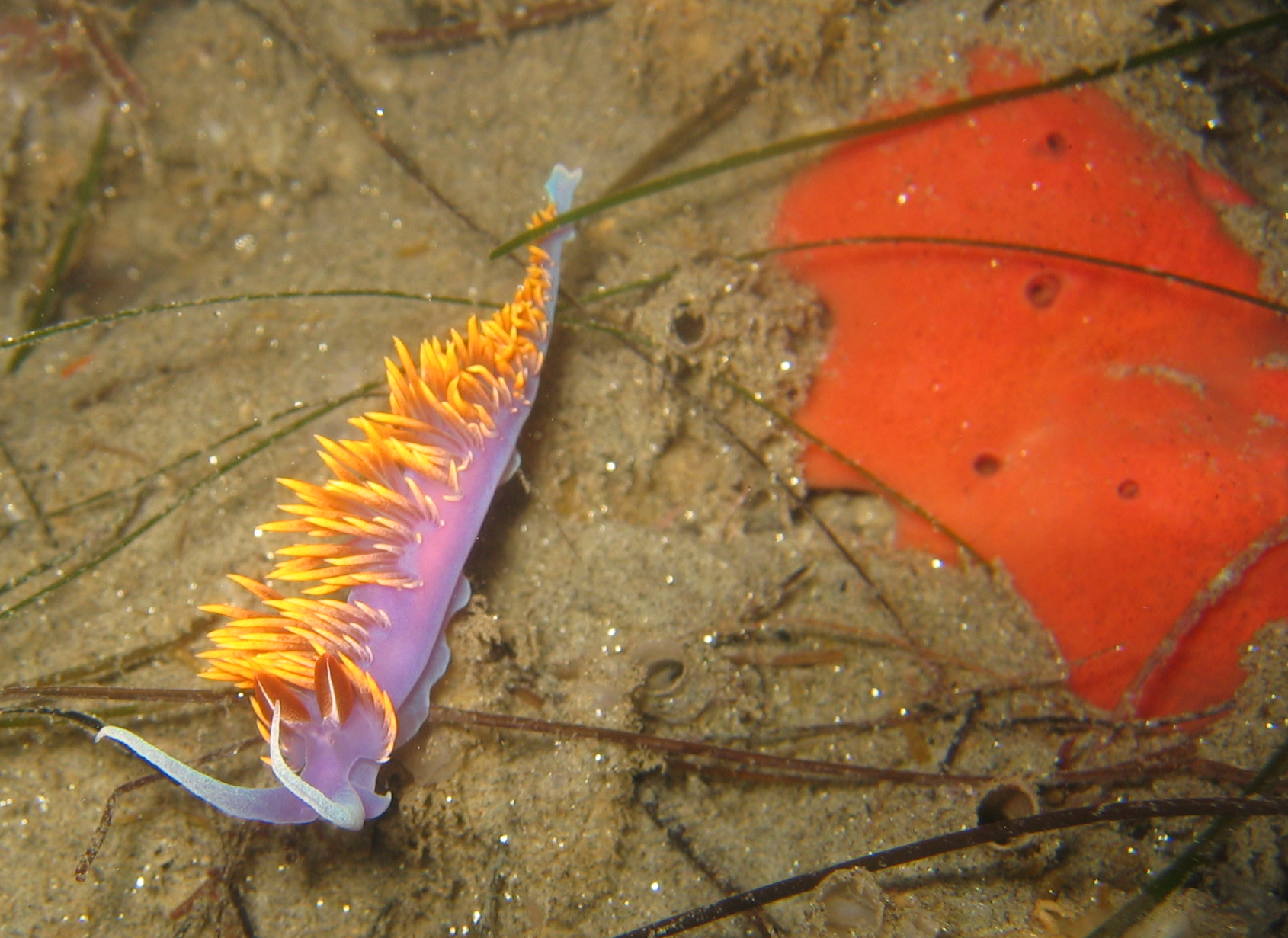
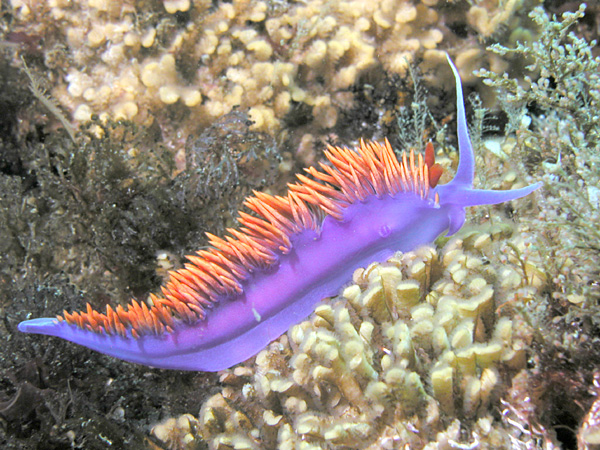
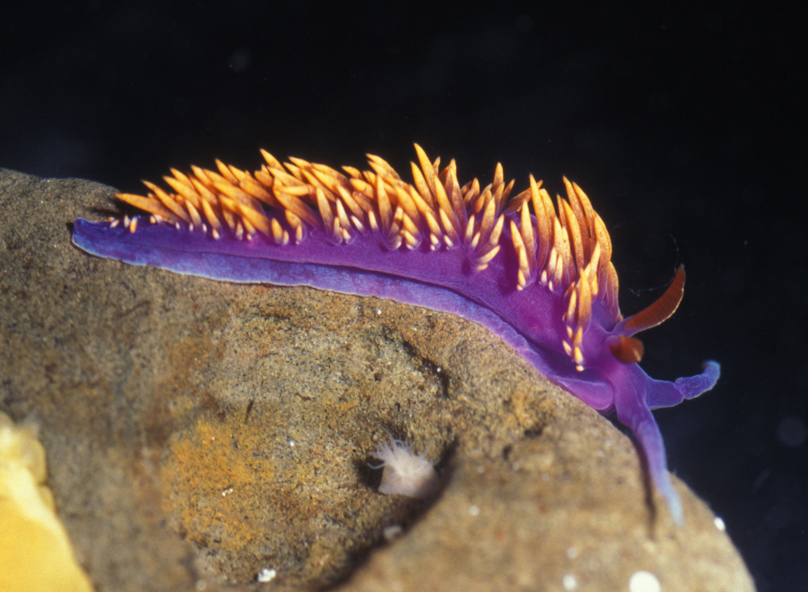